# Vesna Vulovičová
Vesna Vulovičová (srbsky Весна Вуловић; 3. ledna 1950 Bělehrad – 23. prosince 2016 tamtéž) byla jugoslávská letuška, která v roce 1972 přežila havárii letu JAT 367 a následný pád v troskách letadla z výšky 10 050 metrů, což představuje podle Guinnessovy knihy světový rekord při přežití volného pádu bez padáku z největší výšky.

## Let JAT 367
K této události došlo dne 26. ledna 1972 v 17.01 hod. nad Srbskou Kamenicí v Československu, když v zavazadlovém prostoru jugoslávského letadla na lince JAT 367, ve kterém Vulovičová byla letuškou, explodovala nálož. K atentátu se údajně přihlásila chorvatská, protisrbsky orientovaná fašistická organizace Ustaša, jejíž členové provedli po druhé světové válce více než dvě desítky teroristických akcí proti Jugoslávii. Následkem exploze se letoun DC-9 rozlomil a zřítil k zemi, a Vesna byla jediná z 28 osob, jež byly na palubě letadla, která přežila. Vulovičová při jednom z pozdějších rozhovorů uvedla, že se nacházela ve střední části letadla. Tuto informaci měla ale pouze z doslechu, neboť ji postihla měsíc trvající amnézie, už od okamžiku nástupu v Kodani. Ve skutečnosti byla nalezena v zadní části trupu letadla, která dopadla nedaleko obce Růžová. Našli ji lidé z jedné ze záchranných čet, které po pádu letadla pročesávaly na Děčínsku oblast o rozloze zhruba 20 km². Prvním, kdo se snažil udržet Vesnu při životě do příjezdu lékařské pomoci, byl místní lesník a bývalý zdravotník Bruno Henke.

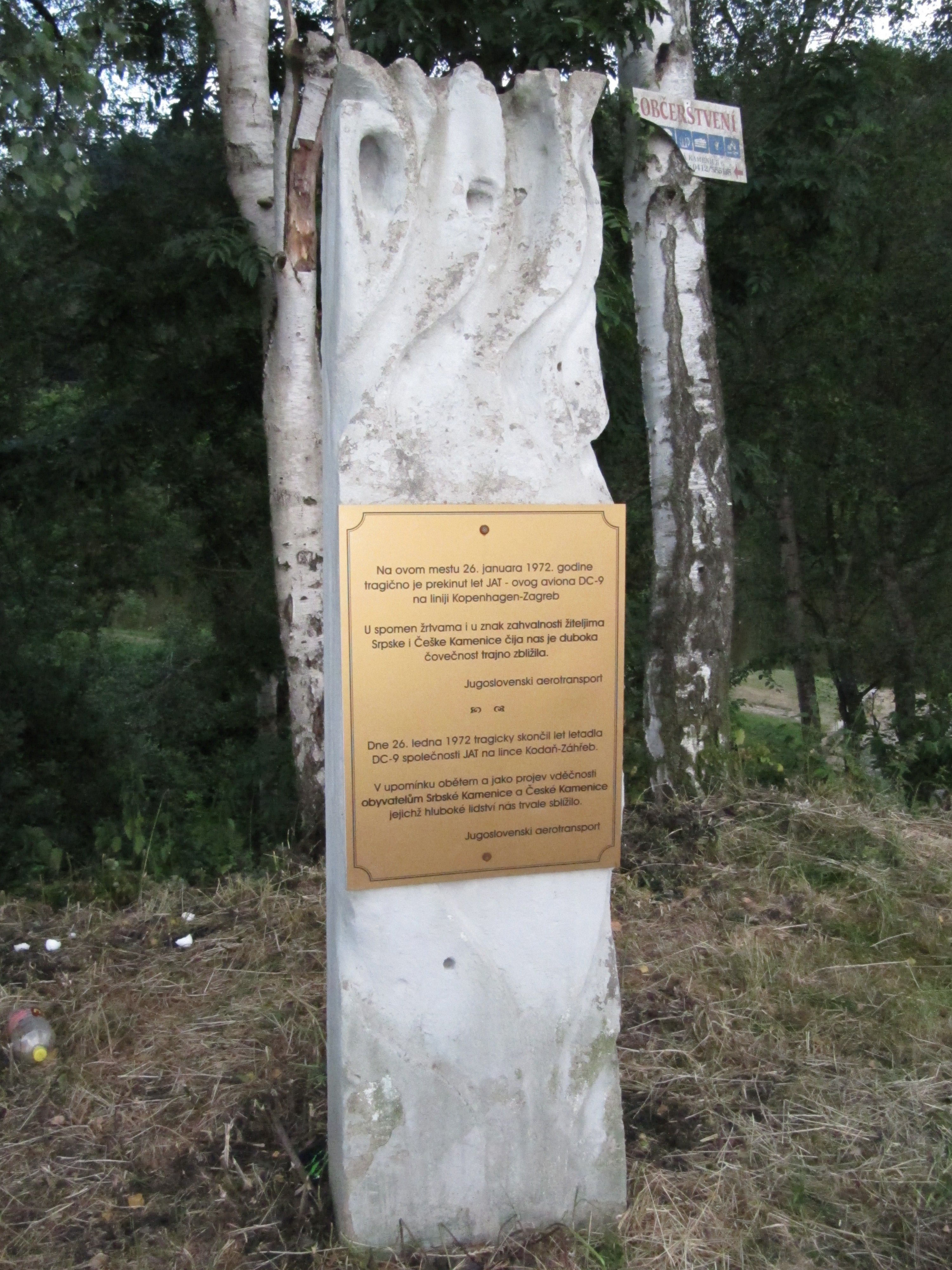
Pomník v Srbské Kamenici s poděkováním jugoslávské letecké společnosti místním lidem za pomoc

Během pádu dívka utrpěla frakturu lebky, měla zlomené obě nohy, tři obratle, v důsledku čehož ochrnula od pasu dolů, postihla ji i řada dalších vnějších a vnitřních zranění. Zpočátku byla léčena v České Kamenici, později byla transportována do Vojenské nemocnice v Praze 6. Po několika náročných operacích se jí vrátil cit do nohou a začala znovu chodit. Vesnino vyléčení bylo považováno za velký úspěch československého zdravotnictví. Do vlasti se Vesna Vulovičová vrátila v březnu 1972.
Vesna Vulovičová chtěla po uzdravení znovu létat jako letuška, společnost jí to však neumožnila. Poté, co se plně vyléčila ze svých zranění, pokračovala v práci pro Jugoslovenski aerotransport (Yugoslav Airlines) jako administrativní pracovnice. V bývalé Jugoslávii se stala národní hrdinkou, vystupovala v televizních pořadech a později se aktivně zapojila do politického odporu proti Slobodanu Miloševičovi. Dvaadvacetiletá dívka neměla původně letět v tomto letu, před letem mělo údajně dojít k záměně s jinou letuškou, která se jmenovala také Vesna.[zdroj?]
Vulovičová obdržela ocenění za Guinnessův rekord na ceremonii od Paula McCartneyho.
V lednu 2009 Peter Hornung, redaktor rozhlasové stanice ARD, zpochybnil průběh a výsledky tehdejšího vyšetřování a předložil konspirační teorii s politickým pozadím, podle které bylo letadlo sestřeleno československou armádou. Sama Vesna Vulovićová údajně tuto konspirační teorii označila za senzacechtivou, nesmyslnou a absurdní. Úřad pro civilní letectví ČR neprojevil podle novinářů zájem o jejich „odhalení“ a věc přešel komentářem, že u této nehody jsou podobné teorie evergreenem.
O jejím úmrtí informovala srbská státní televize 24. prosince 2016. Vesna Vulovičová zemřela ve věku 66 let ve svém bytě v Bělehradě. Příčina smrti oznámena nebyla.